# Keiko Fuji
Keiko Fuji (藤 圭子 Fuji Keiko?), su nombre real es Junko Utada (宇多田 纯 子 Utada Junko?) (Nacida como Junko Abe (阿 部 纯 子 Abe Junko); el 5 de julio de 1951 - 22 de agosto de 2013) fue una cantante enka y actriz japonesa. Ella tuvo éxito en Japón en los años 1960 y 1970 con sus canciones de tipo balada. Sus padres eran artistas musicales itinerantes.

## Vida y carrera
Keiko Fuji nació en la prefectura de Iwate, donde su padre era un cantante rōkyoku y su madre tocaba el shamisen. Durante su infancia, Fuji a veces acompañaba a sus padres y cantaba con ellos cuando estaban de gira. Su canción "Keiko no Yume wa Yoru Hiraku" que era versión de Keiko de la canción "Yume wa Yoru Hiraku" ganó el "premio de la popularidad masiva" en el Japan Record Award en 1970. Por esta canción,  participó en la 21a edición del Kōhaku Uta Gassen. [cita requerida]
Se casó con el cantante de Enka Kiyoshi Maekawa y se retiró de cantar en 1979, anunciando su retiro durante un programa de televisión el 30 de diciembre de ese año. El matrimonio terminó en divorcio, después de lo cual ella emigró a los EE. UU.
Su álbum debut, Shinjuku no Onna / Enka no Hoshi Fuji Keiko no Subete, publicado el 5 de marzo de 1970 encabezó la lista de álbumes de la Oricon durante 20 semanas consecutivas, y su próximo álbum Onna no Blues, lanzado el 5 de julio de 1970 continuó encabezando esa lista durante 17 semanas consecutivas. Ella encabezó la lista de álbumes de Oricon durante 37 semanas consecutivas, un récord increíble en la historia de la música japonesa. Número uno en el expediente de su álbum de debut con 20 semanas consecutivas es el más largo récord número uno consecutivo en la historia de Oricon.
Estaba casada con Teruzane Utada, un productor de discos. Su única hija, Hikaru Utada, nació en 1983. La pareja se casó y se divorció siete veces.

## Muerte
Keiko Fuji murió el 22 de agosto de 2013, al saltar del decimotercer piso de un edificio de condominios de 28 pisos en Shinjuku, Tokio. No se sospechó de forcejeo. Su cuerpo fue encontrado en los terrenos del edificio de apartamentos. La policía dijo que las zapatillas se encontraron al final de su balcón, sin nota de suicidio.